# Derwix Sultan
Derwish Sultan fou kan uzbek xibànida de Taixkent. El 1571 Abd Allah ibn Iskandar va derrotar a Baba Sultan kan de Taixkent i germà de Derwish; la inscripció que recorda la victòria al pas de Jilan, que encara es conserva, explica que s'havia produït un combat entre d'un costat Abd Allah, amb 50.000 homes, i de l'altra Derwish Khan, Baba Khan i altres fills de Nawruz Ahmad (o Borrak Khan) que comptaven amb 400.000 homes de Turkestan, Taixkent, Fergana i Deixt Quiptxaq (Estepes dels kazakhs) i on anaven 50 parents del kan; Abd Allah va aconseguir la victòria "per l'afortunada conjunció de les estrelles", prop de les fonts del riu Jizakh.
El 1572 Juvan Merdi, germà de Sultan Said (fill d'Abu Said Khan) era kan en feu a Samarcanda, i tenia dos fills: Abu l-Khayr Sultan i Muzaffar Sultan, constantment enfrontats un amb l'altra. Abu l-Khayr es va aliar a Baba Sultan de Taixkent mentre Muzaffar va obtenir el suport d'Abd Allah; el pare Juvan Merdi donava suport a Abu l-Khayr però aquest fou derrotat; però llavors Abd Allah va decidir lliurar-se del pare i els dos fills: Juvan Merdi i Muzaffar foren fets presoners i executats a Samarcanda, i una sort similar va seguir aviat Abu l-Khayr. El 1575 fou derrotat definitivament Baba Sultan de Taixkent que va haver de fugir creuant el Sihun, però sembla que Abd Allah va instal·lar al tron de Taixkent a Derwish Sultan, germà gran de Baba Sultan.
Va governar quatre anys sense inquietar a Abd Allah. El 1579 Baba Sultan va ocupar altre cop Taixent i va matar a Derwish Sultan, recuperant el tron.